# Creu de terme de Cullera
La Creu de Terme de Cullera és un bé d'interès cultural situada al  citat municipi  valencià. Està registrada com  BIC amb número 46.21.105-023 i anotació ministerial RM-03-416 de 18 de novembre de 1996. Es tracta d'una creu de terme, s'acull a una declaració genèrica. La creu es troba al Museu d'Història i Arqueologia de Cullera.